# Lycaea pulex
Lycaea pulex is een vlokreeftensoort uit de familie van de Lycaeidae. De wetenschappelijke naam van de soort is voor het eerst geldig gepubliceerd in 1874 door Marion.